# Клан Макнотен

Емблема (гребінь) клану Макнотен.

Герб вождів клану клану Макнотен.

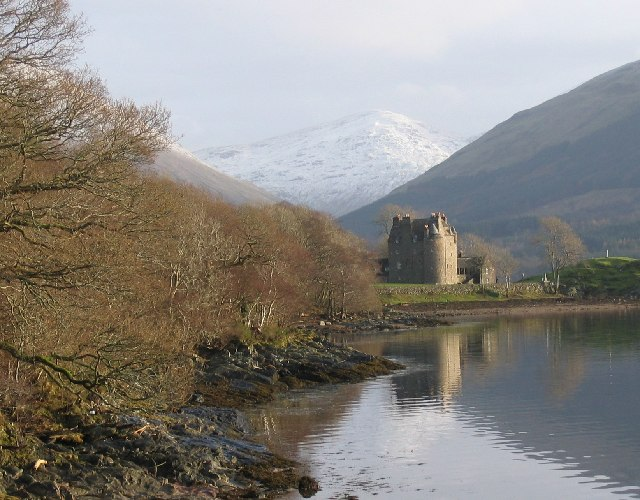
Замок Дундерейв на берегах озера Лох-Файн.

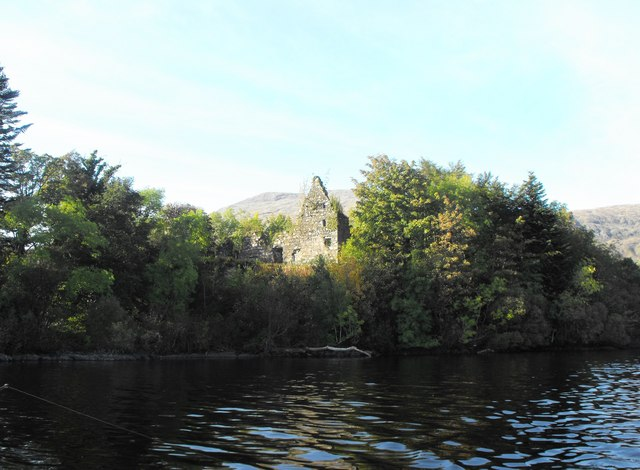
Замок Фраох Ейлен на берегах озера Лох-Ейв. Клан Макнотен володів ним з 1297 року.

Клан Макнотен (гельск. — Clan MacNaghten, MacNachten, MacNaughton) — він же: клан МакНахтен — один з кланів гірської Шотландії (Гайленд).
Гасло клану: Моя надія на Бога.
Військова пісня клану: Fraoch Eilean
Символ клану: квітка азалії

## Історія клану Макнотен

### Походження
Клан Макнотен є одним з шотландських кланів, які стверджують, що походять від мормерів королівства Морей (Морії), що було розташоване в ранньому середньовіччі на півночі нинішньої Шотландії. Клан стверджує, що він походить від піктів (пиктів) — давніх аборигенів Шотландії, що були частково знищені, частково асимільовані скоттами. Слово Нектан (Nectan) від якого походить назва клану означає «чистий» — таке ім'я носило чимало королів і вождів піктів. Невідомо, чи слово піктського походження — піктська мова не дійшла до нас. З історичних документів найперша згадка про клан Макнотен стосується трьох братів: Гілхріста (гельск. — Gilchrist), Ахе (гельск. — Athe) та Гілберта (гельск. — Gilbert). У 1297 році Гілхріст отримав грамоту від короля Шотландії Олександра III на право бути каштеляном замку Брандер, що був стратегічно важливим.

### XIV століття— війна за незалежність Шотландії
Клан МкНотен поселився на берегах озера Лох-Ейв (гельск. — Loch Awe) під тиском могутніх сусідів — клану Кемпбелл. Під час війни за незалежність Шотландії клан Кемпбелл підтримали Роберта Брюса щодо його прагнень стати королем Шотландії. Проте проти цього виступив клан Макнотен, що був союзником клану МакДугалл, що воював проти Роберта Брюса. Ці клани воювали проти Роберта Брюса і брали участь у битві на перевалі Брендер у 1306 році і в битві під Далріг. Але потім клан Макнотен змінив свою позицію і підтримав Роберта Брюса і брав участь у битві Баннокберне на боці Роберта Брюса. На цю битву клан Макнотен повів барон МакНахтен (можливо, Олександр МакНахен). Але клан Макнотен мало здобув від короля за це і на берегах озера Лох-Ейв далі панував клан Кемпбелл.
Другою дружиною барона та вождя клану Макнотен була Христина Кемпбелл. Вона стала вдовою у 1361 році і віддала третину земель клана Макнотен своєму двоюрідному брату Коліну Кемпбеллу Лох-Айвському. Сину Олександра — Дункану Макнотену вдалося зберегти решту земель клану. Свою резиденцію він розмістив в замку Дундерейв (гельск. — Dunderave).

### XV—XVI століття
У 1478 році нащадок Дункана — Олександр Макнотен прийняв грамоту на володіння землями від графа Аргайла з клану Кемпбелл. Його онук, якого теж звали Олександр, був посвячений у лицарі королем Шотландії Джеймсом IV. Олександр Макнотен підтримав короля у битві під Флодден і був одним з небагатьох, хто лишився живим після цієї битви. Через два роки він помер, але він був двічі одружений, мав шість синів, старший теж носив ім'я Олександр. Другий син називався Ян, можливо, він же — Джон Ду, можливо він же Шейн Ду (ірл. — Shane Dhu) — ввійшов в історію як засновник ірландської гілки клану Макнотен.
Гілберт Макнотен став вождем клану Макнотен у 1548 році, але він помер, не лишивши нащадків. Йому успадкував молодший брат Олександр. Олександр почав відновлення замку Дундерейв, яке було завершене його сином Яном в 1596 році.
XVII століття — громадянська війна на Британських островах
Вождь клану Макнотен зібрав загони лучників і вирушив на підтримку гугенотів у Франції під час осади Ла-Рошелі в 1627 році. Вождь клану Макнотен був у великій милості від короля Англії Карла І, служив у Таємній Палаті, але витрати на військову експедицію до Франції, екстравагантна поведінка змусила його закласти свої землі. Олександр Макнотен помер у 1630 році і залишив свій замок, спадок і посаду вождя братові Макольму Макнотену Кіллерну (гельск. — Macolm Macnaghten Killearn).
Син Макольма був роялістом і повів свій клан на битву під Гленкайрн проти військ Олівера Кромвеля у 1653 році. Після реставрації монархії вождь клану Макнотен був посвячений в лицарі, але під тиском Кемпбелла — графа Аргайл він був пізніше засуджений як заколотник. У результаті цього всі землі були втрачені, а його син Ян успадкував тільки порожній титул.
Ян приєднався до армії Джона Грема — І віконта Данді і брав участь в битві під Кіллікранкі в 1689 році. У результаті цього він був засуджений як повстанець і якобіт, і все його майно було конфісковане. Він був змушений офіційно передати свої землі (які йому і так вже не належали) серу Джеймсу Кемпбеллу Ардкіндгласу у 1710 році.

### Сучасна історія клану Макнотен
У 1818 році Олександ Макнотен був визнаний вождем клану Макнотен. Він походив з ірландської гілки клану Макнотен, був нащадком Джона Макнотена Шейна Ду. Едмунд Олександр Макнотен помер у 1832 році, йому успадкував його брат Френсіс, що був суддею в Мадрасі та Калькутті (Індія). Френсіс був видатним юристом і став лордом Апеляційного суду в 1887 році. Його змінив на посаді вождя клану його син Едвард. Два сини Едварда загинули під час першої світової війни. Посаду вождя клану отримав їх дядько Френсіс — VIII баронет Макнотен.

### Вождь клану Макнотен
Нинішнім вождем клану Макнотен є сер Малкольм Макнотен (гельск. — Sir Malcolm MacNaghten).

### Замки клану Макнотен
- Замок Дув Лох (Замок Темного Озера) (гельск. — Dubh Loch Castle) — стояв колись на берегах Лох-Дув, на північному сході Інверері в Аргайлі, але від замку нині нічого лишилося, навіть руїн, лише сліди фундаменту. Замок залишили мешканці під час епідемії чуми.
- Замок Дундарейв (гельск. — Dundarave Castle) — знаходиться біля озера Лох-Дув, на схід від Інверері, на північному березі озера Лох-Файн (гельск. — Loch Fyne). Реставрований, має в плані L-подібну форму, вежу та будинок. Велика кругла вежа датується 1596 роком. Власником замку був Ян Макнотен. Він одружився з молодшою дочкою Джона Кембелла, але після весілля він виявив, що його обдурили — одружили зовсім не з тою жінкою. Він втік до Ірландії зі своєю коханою — молодшою дочкою Джеймса Кемпбелла. Замок перейшов у власність клану Кемпбелл у 1689 році. Замок був зруйнований, відновлений у 1911 році для сім'ї Нобл. Гілка Макнотен досі живе в Ірландії і володіє замком Дундарейв в Бушмілсі (графство Антрім, Ірландія).
- Замок Фраох Ейлен (гельск. — Fraoch Eilean) — на берегах озера Лох-Ейв, на схід від Інверарі, в Аргайлі. Острів з руїнами. Колись там був міцний замок з палацом, залами та двором. Датується XII століттям, клан володів ним більше 400 років. Пізніше його захопив клан Кемпбелл.
- Замок Крого (гельск. — Crogo) — знашордяться в десяти милях на пісніч від Касл Дуглас в Дамфрісі. Від замку лишилися тільки сліди. Землі і замок були захоплені кланом Гордон.
- Замок Кілкуханті (гельск. — Kilquhanty) — теж на північ від Касл Дуглас, залишки замку біля якого був колись парк. Замком і землями клан володів в 1360—1680 роках. Потім на місці руїн був побудований особняк у 1820 році, що використовувався як школа.